# جوليا روبرتس (لاعبة كرة قدم)
جوليا روبرتس (بالإنجليزية: Julia Roberts)‏ هي لاعبة كرة قدم أمريكية، ولدت في 7 فبراير 1991 في فريدريك في الولايات المتحدة. شاركت مع منتخب الولايات المتحدة تحت 17 سنة للسيدات لكرة القدم ‏. أما مع النوادي، فقد لعبت مع سياتل رين.

## وصلات خارجية
- جوليا روبرتس على موقع الاتحاد الدولي (مؤرشف)  (الإنجليزية)
- جوليا روبرتس على موقع قاعدة بيانات كرة القدم.إي يو (الإنجليزية)
- جوليا روبرتس على موقع Soccerway.com (الإنجليزية)
- جوليا روبرتس على موقع عالم كرة القدم.نت (الإنجليزية)